# ドナルド・シェル
ドナルド・L・シェル（Donald L. Shell、1924年3月1日 - 2015年11月2日）はアメリカ合衆国の計算機科学者である。シェルソートとよばれるソーティング・アルゴリズムを発案した。1959年の7月にCommunications of ACM誌でシェル・ソートのアルゴリズムを発表したあと、同年シンシナティ大学にて数学のPh.D.を取得。現在は引退している。

## 経歴と業績
ドナルド・L・シェルは1924年3月1日、ミシガン州クロズウェル近郊の農家に生まれた。学習に対して優秀な素質を見せ、6歳の誕生日からは地元の学校長公舍に出向いて学ぶようになる。吸収は非常に早く、ミシガン工科大学に進学し、3年で土木の学士を取得した。
学士取得後、陸軍工兵部隊（Army Corps of Engineers）に入隊する。第二次世界大戦においてはフィリピンに派遣され、支援活動に加わった。戦後帰国し、アリス・マカラフ（Alice McCullough）と結婚、ミシガン工科大学へ復学して数学の講義をうけもつ。そののちオハイオ州シンシナティに移り、ゼネラル・エレクトリック社のエンジニア職に就く。ここでシェルは収束アルゴリズム（convergence algorithm）の研究を深め、航空機のジェットエンジンの運転サイクルを計算するためのプログラムを制作した。またシンシナティ大学にも通い、1951年に数学で修士号を取得、その8年後に同じく数学でPh.D.を取得した（1959年）。この年、1959年の7月にシェル・ソートのアルゴリズム および「Share709システム：共同動作」（"The Share 709 System: A Cooperative Effort"）を発表している。その前年1958年にはA・スピッツバート（A. Spitzbart）とともに「チェブイシェフ適合基準」（"A Chebycheff Fitting Criterion"）を発表している。
シェルソートのアルゴリズムで最も有名だが、彼のPh.D.は無限指数関数の収束についての最初の大きな業績であると見なされることもある。この点では複素数平面への収束についての洞察が評価される。この分野はその後研究が進み、一般にはテトレーションと呼ばれている。
Ph.D.取得後、シェルはニューヨークのシェネクタディに移り、GE社の「情報サービス部門」と呼ばれる新部門の開発マネージャーとなった。この部署は私企業がはじめて計算機とクライアント・サーバシステムとを一体的に運用することを意図したものである。
1962年10月、「無限指数関数の収束について」（"On the Convergence of Infinite Exponentials"）を米国数学学会会報（Proceedings of the American Mathematical Society）に発表。1963年、ジョン・ジョージ・ケメニー（John George Kemeny）およびトマス・ユージン・カーツ（Thomas Eugene Kurtz）とともにダートマス・タイムシェアリング・システム社（Dartmouth Time-Sharing System）をたちあげる。
1971年、シェルは「多相ソートの最適化」（"Optimizing the Polyphase Sort"）をCommunications of ACM誌に発表。翌1972年には近しい友人で同僚だったラルフ・モシャー（Ralph Mosher）とともにロボティクス・インク社（Robotics Inc.）を始め、総支配人と主任ソフトウェア・エンジニアに就任。4年後の1976年にはこれを売却してGEの情報サービス部門に戻った。1984年に引退し、以後はノースカロライナ在住である。
2015年11月2日、ノースカロライナ州アシュビルで死去。